# Lohen (Thalmässing)
Lohen ([ˈloːən] ) ist ein Gemeindeteil des Marktes Thalmässing im Landkreis Roth (Mittelfranken, Bayern). Die Gemarkung Lohen hat eine Fläche von 1,824 km². Sie ist in 321 Flurstücke aufgeteilt, die eine durchschnittliche Flurstücksfläche von 5683,38 m² haben. In ihr liegt neben dem namensgebenden Ort der Gemeindeteil Kammühle.

## Lage
Das Kirchdorf liegt am östlichen Rand des Gemeindegebietes, rund 4,5 Kilometer nordöstlich von Thalmässing, direkt westlich der Bundesautobahn 9 und der Schnellfahrstrecke Nürnberg–Ingolstadt. Der Eichelbach, ein Zufluss der Schwarzach, fließt östlich vorbei. Hauptstraße des Ortes ist die Staatsstraße 2391 von Untermässing nach Offenbau. Eine Gemeindeverbindungsstraße führt nach Dixenhausen. Auffahrten zur unmittelbar östlich verlaufenden A 9 sind nördlich die AS 56 (Hilpoltstein) und im Süden die AS 57 (Greding) in 8 bzw. 9 km Entfernung.

## Geschichte

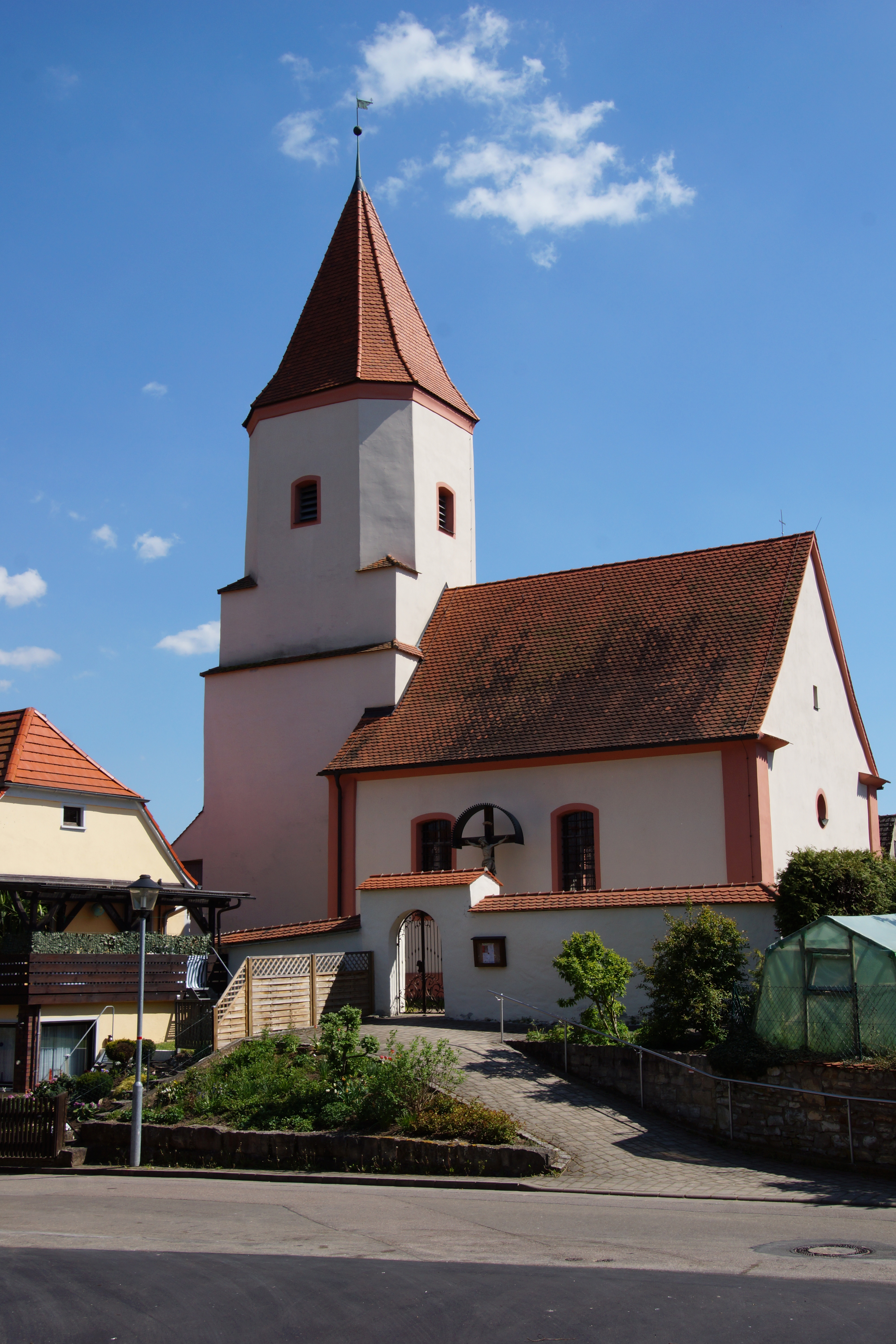
Kirche St. Johannes Evangelist

Im 12. Jahrhundert war Lohen Sitz eines Adelsgeschlechts, dessen Spuren sich allerdings verlieren. Der Ort gehörte zum Pfalz-Neuburger Gebiet. Er wurde 1542 an Nürnberg verpfändet, das umgehend die Reformation einführte, jedoch 1585 wieder von Pfalz-Neuburg ausgelöst.
Die ehemals eigenständige Gemeinde mit ihrem Gemeindeteil Kammühle wurde 1972 im Zuge der Gemeindegebietsreform nach Thalmässing eingegliedert.

## Baudenkmal
Die barock ausgestattete katholische Kirche St. Johannes Evangelist stammt im Wesentlichen aus dem 18. Jahrhundert, das Untergeschoss des Turmes aus dem Mittelalter.

## Sonstiges
Mittelpunkt des Ortes ist das in Eigenleistung errichtete Dorfhaus. Dort wird u. a. am zweiten Oktoberwochenende die Kirchweih gefeiert.